# Gustaf Hedberg (Schauspieler)
Anders Gustaf Hedberg (* 7. Juni 1911 in Karlstad, Schweden; † 5. April 1957) war ein schwedischer Filmschauspieler und Sänger. Er war der jüngere Bruder von Zarah Leander.

## Leben
Gustaf Hedberg trat in den 1930er- und 1940er-Jahren als Sänger und Schauspieler in Liebhaberrollen (Charmör) in verschiedenen schwedischen Revuen auf, unter anderem 1937 in den Södrans-Revuen am Södra Teatern in Stockholm, ab 1940 auch bei den Klangrevyn am Folkets Hus Teater des Intendanten Ragnar Klang. Für das Schallplattenlabel Odeon nahm er in den Jahren 1936/1937 mehrere Lieder auf. Er wirkte außerdem in einigen schwedischen Filmen mit, meist in Nebenrollen.
Von 1945 bis 1948 leitete er das Boulevardteatern på Götgatan in Stockholm.

## Filmografie
- 1941: Springpojkar är vi allihopa!
- 1947: Dynamit
- 1947: Bruden kom genom taket
- 1947: Kronblom
- 1948: Loffe på luffen
- 1948: Synd
- 1950: Medan staden sover
- 1950: Kyssen på kryssen
- 1951: Frånskild
- 1952: Flyg-Bom